# Мононгахіла (річка)

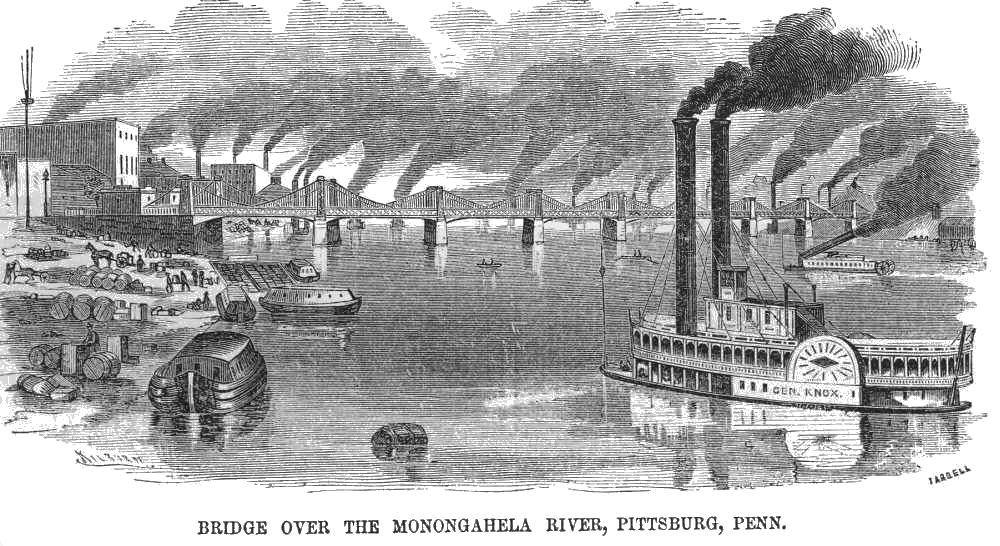
Річка Мононгахіла у районі міста Пітсбург. 1857 рік.

Мононгахіла (англ. Monongahela) — річка у США. Бере початок на північному заході штату Західна Вірджинія.
У місці злиття річок Мононгахіла і Аллегейні бере початок річка Огайо. В цьому ж місці розташоване місто Пітсбург.

## Назва річки
Назва річки індіанського походження. Слово Monongahela у перекладі означає «падаючі береги». Назва пов'язана з нестійкісттю берегів і їхніми зсувами.
Згідно з Інформаційною системою географічних назв США історично існували різні варіанти йменування річки.